# Algoma (Oregon)
Algoma az Amerikai Egyesült Államok északnyugati részén, Oregon állam Klamath megyéjében, a U.S. Route 97 mentén, a Klamath-tó partján elhelyezkedő önkormányzat nélküli település.
Névadója az Algoma Lumber Company.

## Története
1909-ben R. H. Hovey negyven négyzetkilométer erdőt vásárolt, ahol 1912-ben felépült az Algoma Lumber Company napi százezer deszkaláb (236 köbméter) kapacitású fafeldolgozója. Az első év végére a cégnek kétszáz alkalmazottja volt; elszállásolásukra gyárvárost létesítettek.
A posta 1919 és 1943 között működött. Algomának 1919-ben négyszáz, 1931-ben pedig hatszáz lakosa volt.

## Gyárváros
Algama Klamath Fallstól nyolc kilométerre északra, a Klamath-tó partján, a Csörgőkígyó-csúcson fekszik. A fafeldolgozó az Algoma-mező közelében kijelölt 0,11 km2-es telken épült fel. A települést a tótól a Union Pacific Railroad vasútvonala választja el.
A tóparton kitermelt fákat dízelüzemű vontatóhajóval juttatták el a feldolgozóba. A víztározót és a tavat egy 6,1 méteres csatorna kötötte össze; ennek sekélysége miatt a vállalat ragaszkodott a tó magas vízszinten tartásához. A vontatóhajót 1943-ban kivonták a forgalomból és a Collier parkban állították ki.

## Fordítás
- Ez a szócikk részben vagy egészben  az   Algoma, Oregon című angol Wikipédia-szócikk ezen változatának fordításán alapul.  Az eredeti cikk szerkesztőit annak laptörténete sorolja fel. Ez a jelzés csupán a megfogalmazás eredetét és a szerzői jogokat jelzi, nem szolgál a cikkben szereplő információk forrásmegjelöléseként.